# Claudia Nolte
Pour les articles homonymes, voir Nolte.
Claudia Crawford, née Wiesemüller le 7 février 1966 à Rostock, est une universitaire et femme politique allemande membre de l'Union chrétienne-démocrate d'Allemagne (CDU).

## Biographie

### Formation
Entre 1982 et 1985, elle étudie l'électronique dans une école secondaire polytechnique de Rostock. Elle achève son cursus en 1985 et passe alors son baccalauréat. Après l'avoir obtenu, elle s'inscrit à l'université technique d'Ilmenau où elle suit des études en automation et cybernétique.

### Débuts en politique
Elle adhère au Nouveau Forum (NF), mouvement citoyen d'opposition au régime est-allemand, dès sa fondation à l'automne 1989. L'année suivante, elle rejoint l'Union chrétienne-démocrate d'Allemagne de l'Est (CDU DDR).
Au cours des élections législatives est-allemandes du 18 mars 1990, premier et unique scrutin libre de l'histoire du pays, elle est élue à 24 ans députée à la Chambre du peuple dans le district de Suhl, au sud d'Erfurt.
Elle reçoit ensuite son diplôme d'ingénieur et devient assistante de recherche auprès de son université.

### Ascension
Le 3 octobre 1990, au lendemain de la réunification allemande, elle intègre le Bundestag en tant que membre de la délégation de 144 parlementaires est-allemands qui rejoignent le parlement de l'Allemagne fédérale. Elle se présente peu après aux élections législatives fédérales du 2 décembre 1990 en Thuringe, dans la 307e circonscription, et se trouve réélue avec 42,6 % des suffrages exprimés.
Au sein du groupe des Unions chrétiennes CDU/CSU, elle est membre du comité directeur et porte-parole pour les femmes et la jeunesse. Elle est choisie en 1992 pour siéger au comité directeur de la CDU de Thuringe et présider la commission de politique familiale.

### La plus jeune ministre allemande
Au cours des élections fédérales du 16 octobre 1994, elle est réélue au Bundestag avec 44,9 % des voix. Le 17 novembre, Claudia Nolte est nommée ministre fédérale de la Famille, des Personnes âgées, des Femmes et de la Jeunesse. À 28 ans, elle est la plus jeune ministre de toute l'histoire allemande. Elle est, avec le ministre fédéral de l'Éducation Jürgen Rüttgers, la seule vraie surprise du cinquième cabinet du chancelier fédéral Helmut Kohl.
Elle est élue membre de la présidence fédérale de l'Union chrétienne-démocrate en octobre 1996, à l'occasion du 8e congrès fédéral du parti à Hanovre.

### Après le gouvernement
Elle postule pour un nouveau mandat aux élections fédérales 27 septembre 1998. Bien qu'elle soit battue par la candidate sociale-démocrate dans sa circonscription, elle conserve son mandat parlementaire grâce à la proportionnelle. Elle devient alors responsable du groupe parlementaire pour le handicap. Elle quitte la présidence fédérale de la CDU deux ans plus tard.
Réélue à la proportionnelle lors des élections fédérales du 22 septembre 2002, elle est choisie pour occuper un poste de vice-présidente de la sous-commission des Nations unies de la commission des Affaires étrangères du Bundestag.

### Retrait et employée de la fondation Konrad-Adenauer
Au cours des élections fédérales anticipées du 18 septembre 2005 elle se présente dans la 193e circonscription fédérale, toujours en Thuringe. Alors qu'elle est devancée par la députée fédérale sociale-démocrate sortante, elle ne parvient pas à se faire réélire à la proportionnelle. 
Dès le mois de janvier 2006, elle renonce à une carrière politique et prend la direction des bureaux de la Fondation Konrad Adenauer (KAS) à Belgrade. Elle refuse en mai 2008 à faire son retour au Bundestag après que la démission de  Bernward Müller lui a offert cette possibilité. Elle rejoint Londres en avril 2010 pour y coordonner les travaux de la KAS. Elle y reste trois ans, rejoignant les bureaux de la fondation à Moscou en août 2013.

### Vie privée
Initialement mariée et prenant le nom de son époux, Nolte, elle est mère d'un enfant. Elle divorce avant de se remarier et prendre le nom de son nouveau mari. Elle est de confession catholique.